# Friedrich Theodor Vischer
Friedrich Theodor Vischer (Ludwigsburg, 30 de junio de 1807 - Gmunden, 14 de septiembre de 1887) fue un filósofo y poeta alemán. En su principal obra, Estética o ciencia de lo bello (1846-1857), Vischer acude a Hegel para mostrar que el arte es la dicotomía entre una idea y su manifestación, siendo la negación de la idea el proceso originador de la experiencia estética. Esta fractura sucede por la degradación de la forma artística, sujeta al tiempo y al consumo, siendo objetivo de la estética reconstruir esta degradación reencontrando la idea en lo absoluto. Vischer desarrolló esta teoría en clave positivista, con un concepto cercano a la psicología del arte. 

## Obras
- Über das Erhabene und Komische (1837)
- Kritische Gänge (1844)
- Æstethik oder Wissenschaft des Schönen, (1846-1857)
- Faust. Der Tragödie 3. Theil (1862)
- Epigramme aus Baden-Baden (1867, anonymt)
- Mode und Cynismus (1878)
- Auch Einer. Eine Reisebekanntschaft (1879)
- Lyrische Gänge (1882)
- Das Symbol (1887)